# Warab (ville)
Pour l'État, voir Warab.
Warab (ou Warrap) est une ville du Soudan du Sud, ancienne capitale de l'État homonyme, qui fut transféré à Kuajok.    